# Ana Maria Braga
Ana Maria Braga Maffeis (São Joaquim da Barra, 1 de abril de 1949) es una presentadora de televisión, periodista y actriz brasileña.

## Carrera
Ana Maria es hija del italiano Natale Giuseppe Maffeis y de la brasileña Lourdes Braga. Inició su carrera como periodista en el programa Rede Tupi de Notícias de Rede Tupi. En la prensa escrita, trabajó en la Editora Abril como directora comercial de revistas de moda como Cláudia. Ana Maria Braga logró reconocimiento nacional en la cadena Rede Record, donde presentó el programa de variedades matutino Note e Anote y el programa de entrevistas Programa Ana Maria Braga. Presenta desde 1999 el programa de variedades Mais Você en Rede Globo, acompañada de un loro llamado Louro José. Antes de iniciarse en el periodismo Braga se graduó en biología en la Universidad Estatal de Sao Paulo (UNESP), especializándose en zoología en la misma universidad. Ana también posee la ciudadanía italiana, gracias a la nacionalidad de su padre.

## Filmografía

### Televisión
Presentadora
- 1977-1980 Rede Tupi de Notícias (Rede Tupi)
- 1993-1999 Note e Anote (Rede Record)
- 1996-1999 Programa Ana Maria Braga (Rede Record)
- 1999-Current Mais Você (Rede Globo)

### Cine
- 2001 - Xuxa e os Duendes - Zinga
- 2002 - Xuxa e os Duendes 2 - No Caminho das Fadas - Zinga
- 2013 - As Aventuras de Crô - Ella misma

### Libros
- 2009: Mais Você 10 Anos
- 2010: À Espera dos Filhos da Luz
- 2011: Dicas de Quase Tudo
- 2011: Chef em Casa
- 2011:  Mais Você: Viagens e Receitas Internacionais
- 2012: A Cozinha Rápida